# Coelocyba varicincta
Coelocyba varicincta är en stekelart som beskrevs av Girault 1926. Coelocyba varicincta ingår i släktet Coelocyba och familjen puppglanssteklar. Inga underarter finns listade i Catalogue of Life.